# River, Kent
River är en ort och civil parish i grevskapet Kent i sydöstra England. Orten ligger i distriktet Dover, strax nordväst om Dover. Civil parishen hade 3 818 invånare vid folkräkningen år 2021.